# Mario Kart DS
Mario Kart DS je závodní videohra pro herní konzoli Nintendo DS. Jsou v ní všechny postavy ze série Mario her. Podporuje multiplayer pro 2–8 hráčů s jednou herní kazetkou a multiplayer přes internet. Je to jedna z šesti nejúspěšnějších her pro Nintendo DS. Má předchůdce v podobných závodních hrách s Mariem z herních konzolí Game Cube, Game Boy Advance a SNES.